# Hermann Paul Reichardt
Hermann Paul Reichardt (* 27. November 1885 in Magdeburg; † 15. Februar 1962 oder 18. Februar 1962) war ein deutscher Kommunalpolitiker. Er war Landrat des Landkreises Wernigerode.
Reichardt war Mitglied der SPD und von 1922 bis zum 20. März 1933 Zweiter Bürgermeister der Stadt Wernigerode. Nach dem Ende des Zweiten Weltkrieges wurde er im September 1945 Landrat des Landkreises Wernigerode und blieb bis 1947 im Amt, als er krankheitsbedingt von seinem bisherigen Stellvertreter abgelöst wurde. Bis zu seinem Lebensende beschäftigte er sich mit heimatgeschichtlichen Forschungen über Hasserode und der Geschichte der Arbeiterbewegung.

## Werke
- Die Entwicklung des Fürsorgewesens in der Wernigerode in den letzten zwölf Jahren (1912–1925), 1927
- Geschichte der Papiererzeugungsstätten in der Grafschaft Wernigerode. Manuskript, Deutsches Buch- und Schriftmuseum Leipzig 1943
- Hasserode: aus seiner geschichtlichen Entwicklung und seinem kirchlichen Leben, 1950
- Das alte Dorf Hasserode, In: Unterm Brocken, Heimatzeitschrift und Kulturspiegel des Kreises Wernigerode/Harz 1961/62